# La fata Carabina
La fata Carabina (La Fée Carabine) è un romanzo del 1987 di Daniel Pennac, il secondo del ciclo di Malaussène.
Il secondo noir di Pennac, ambientato nel 1982, ruota attorno al mondo degli anziani: vecchietti uccisi a colpi di rasoio, vecchietti il cui futuro è reinventato ogni sera da parte della sorella sensitiva di Benjamin, Thérèse.

## Trama
Una vecchia intenta ad attraversare la strada, tutta tremolante ed insicura, si avventura a superare una lastra di ghiaccio sull'asfalto. Un giovane ispettore di polizia, Vanini, si offre di aiutarla. Improvvisamente, la vecchietta impugna una P38 e spara al ragazzo. Le indagini di due commissari di polizia si intrecciano: da un lato, il commissario Cercaire vuole catturare a tutti i costi il colpevole dell'omicidio dell'ispettore Vanini, dall'altro, il commissario Rabdomant, affiancato dagli ispettori Pastor e Thian, indaga per portare alla luce un giro di droga che ha preso di mira gli anziani.
Oltre alla polizia, anche la giornalista d'assalto Julie Corrençon inizia ad indagare, per realizzare un reportage per la rivista presso la quale lavora. Durante le sue ricerche, la donna incontra alcuni anziani caduti nel baratro della droga e, per tentare di "riabilitarli alla vita", li porta a casa Malaussène. Julie affida ogni anziano ad uno dei componenti della famiglia.
Un giorno uno dei vecchietti rivela a Benjamin Malaussène di essere stato contattato da una misteriosa ragazza che gli ha donato delle "pillole contro la tristezza". L'uomo capisce che a Belleville qualcuno sta cercando di eliminare gli anziani, facendo pervenire loro delle droghe sotto forma di medicinali.
La situazione precipita quando Julie viene ritrovata gravemente ferita dopo essere stata torturata e Hadouch Ben Tayeb, amico e vicino della famiglia Malaussène, viene arrestato perché momentaneamente in possesso delle pillole del vecchietto.
Successivamente un'altra anziana viene uccisa, a colpi di rasoio, nella sua abitazione. La polizia, indagando sulle conoscenze della signora, scopre che l'anziana frequentava spesso Stojilkovicz, un vecchio amico di Benjamin, il quale guida ogni domenica un pullman turistico carico di vecchiette. L'ispettore Thian, mascherato da donna, inizia ad avvicinarsi alla famiglia Malaussène, nuovamente sotto accusa, e soprattutto a Stojil, il quale è anche nel mirino della polizia.
Ben presto, si scopre che Stojil sta insegnando alle anziane di Belleville a difendersi dal cosiddetto "killer del rasoio" e viene arrestato per possesso di armi illegali. L'ispettore Pastor, d'altra parte, scopre che la figlia di un famoso architetto parigino, l'architetto stesso e il comandante Cercaire, sono in combutta per l'uccisione degli anziani attraverso lo spaccio di droga e, dopo averli minacciati, uccide il comandante. Recatosi presso l'ospedale dove si trovava Julie, le rimane accanto fino al suo risveglio, per poi fuggire in Italia con la madre di Benjamin Malaussène.

## Edizioni
- Daniel Pennac, La fata Carabina, traduzione di Yasmina Mélaouah, collana Universale Economica Feltrinelli, Feltrinelli, 2002,  p. 236, ISBN 88-07-81257-6.